# Make Room for Daddy
La stanza di papà  (Make Room for Daddy, The Danny Thomas Show dalla quinta all'undicesima stagione) è una serie televisiva statunitense in 343 episodi trasmessi per la prima volta nel corso di 11 stagioni dal 1953 al 1964. Un revival della serie andò in onda con il titolo Make Room for Granddaddy dal 1970 al 1971.
La serie ripete lo stesso schema di successo delle prime sitcom televisive statunitensi: un attore ben conosciuto al pubblico (qui Danny Thomas) che appare con la sua famiglia "televisiva", moglie e bambini, nelle mille piccole vicende di vita quotidiana. Gli attori bambini avevano già dimostrato di poter essere una componente importante per il successo delle sitcom. Rusty Hamer non fu il primo attore bambino a crescere in una serie televisiva (e neppure l'unico ad esser impiegato in questa serie, dove lavorarono per anni anche Sherry Jackson e Angela Cartwright). Ma Hamer fu il primo attore bambino a vivere la sua intera infanzia per ben 11 anni, dai 6 ai 17 anni, interpretando con grande successo sempre lo stesso personaggio televisivo, che anche nella finzione avrà il suo stesso nome "Rusty" e con il quale finirà per essere da tutti identificato. La fine del programma fu per lui un trauma dal quale non riuscirà mai a liberarsi e che fu acuito dal mancato successo della ripresa dello show nel 1970-71. La depressione lo porterà all'alcolismo e quindi alla morte per suicidio a soli 42 anni.
In Italia la serie è stata trasmessa con solo la nona e decima stagione su Telecapri News dal 26 novembre 2016 al 13 luglio 2019 ogni sabato alle 22:00 (mentre il 14 febbraio 2018 il mercoledì alle 22:50).

## Trama
Danny Williams, un comico di successo e intrattenitore nei locali è sposato con Margaret, la sua seria e amorevole moglie. I due hanno due figli, Terry e Rusty. Danny raramente ha del tempo da passare con la sua famiglia e Margaret spesso sta con i bambini da sola sentendosi trascurata dal marito. La loro cameriera, Louise Evans, spesso si trova in disaccordo con Danny e si schiera con Margaret nella maggior parte dei litigi tra i due. Margaret era stata cresciuta da sua zia e dallo zio a causa del fatto che la madre (che viene interpretata da Nana Bryant in 4 episodi) si trovava sempre lontano per i suoi tour. La madre di Margaret muore poi nel corso della terza stagione.

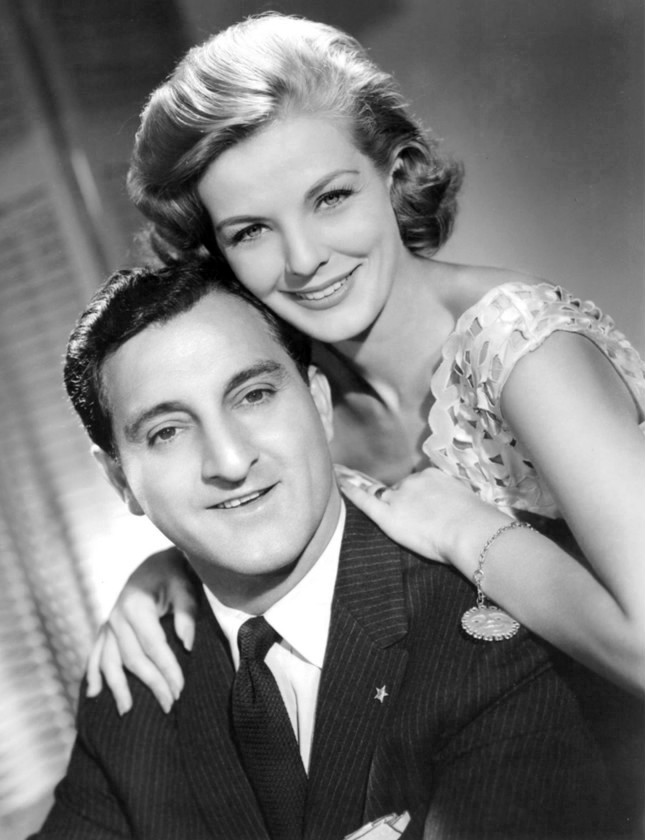
Danny Williams e Marjorie Lord

Durante il 1955, Louise Beavers si ammalò e Amanda Randolph prese il ruolo di Louise.
Poco dopo la terza stagione (1955-56), Jean Hagen (l'attrice che interpretava Margaret) lasciò la serie a causa della insoddisfazione per il suo ruolo e per i frequenti scontri con Danny Thomas. All'inizio della quarta stagione (1956-57), fu spiegato che Margaret era morta improvvisamente.
Danny decide in un primo momento di spostare i figli in un collegio, ma poi cede e la famiglia si trasferisce in un nuovo appartamento. Durante la stagione, Danny ha degli appuntamenti con alcune donne e quasi si fidanza con una cantante vedova fino a quando scopre che non le piacciono i bambini. Alla fine della stagione, Rusty si ammala di morbillo e Danny ingaggia Kathy O'Hara (Marjorie Lord), una giovane infermiera irlandese. Nel finale di stagione, i due si fidanzano. I due si sposano all'inizio della quinta stagione (1957-58) e la famiglia si trasferisce in una casa più grande con Linda (Angela Cartwright), giovane figlia di Kathy dal suo primo matrimonio, che viene presa in affidamento da Danny. Durante la prima parte della sesta stagione (1958-59), l'attrice Sherry Jackson (che interpreta la figlia di Danny, Terry), insoddisfatta per la sua parte, lascia la serie. Nel plot Terry si trasferisce in una scuola femminile a Parigi. 
Durante la settima stagione (1959-60) Terry torna e viene interpretata da Penny Parker per sette episodi in una sottotrama che la vede impegnata e, infine, sposata con Pat Hannigan (Pat Harrington Jr.), un amico di Danny. Dopo il matrimonio, i due si trasferiscono in California e Terry viene poi raramente menzionata e non più vista nel resto delle stagioni.
Durante le ultime due stagioni, Danny e Kathy sono impegnati regolarmente in diversi viaggi per il lavoro di Danny (entrambi gli attori erano stanchi dai loro ruoli e avevano deciso di ridurre le loro apparizioni). Per gran parte della decima stagione Danny e Kathy sono in tour in Europa (una manciata di episodi sono ambientati proprio in Europa) e Rusty e Linda vengono allevati dal manager di Danny, Charlie Halper (Sid Melton) e da sua moglie, Bunny (Pat Carroll). Durante l'undicesima stagione, nel finale, Thomas decise di ritirarsi dallo show e il programma si concluse nella primavera del 1964.

## Personaggi
- Danny Williams (343 episodi, 1953-1964), interpretato da	Danny Thomas.
- Rusty Williams (324 episodi, 1953-1964), interpretato da	Rusty Hamer.
- Kathy Williams (219 episodi, 1957-1964), interpretata da	Marjorie Lord.
- Linda Williams (176 episodi, 1957-1964), interpretata da	Angela Cartwright.
- Terry Williams (132 episodi, 1953-1958), interpretata da	Sherry Jackson.
- Margaret Williams (89 episodi, 1953-1956), interpretata da	Jean Hagen.
- Charley Halper (49 episodi, 1959-1963), interpretato da	Sid Melton.
- Louise (31 episodi, 1955-1963), interpretata da	Amanda Randolph.
- zio Tonoose (21 episodi, 1955-1963), interpretato da	Hans Conried.
- Terry Williams (16 episodi, 1959-1962), interpretata da	Penny Parker.
- Benny (12 episodi, 1953-1959), interpretato da	Ben Lessy.
- Bunny Halper (12 episodi, 1962-1964), interpretata da	Pat Carroll.
- Liz (10 episodi, 1956-1958), interpretata da	Mary Wickes.
- Pat Hannigan (10 episodi, 1959-1960), interpretato da	Pat Harrington Jr..
- Phil Brokaw (9 episodi, 1956-1963), interpretato da	Sheldon Leonard.
- Jose Jiminez (7 episodi, 1961-1963), interpretato da	Bill Dana.
- Harriet Coleman (7 episodi, 1958-1961), interpretata da	Amzie Strickland.
- Mr. Heckendorn (7 episodi, 1959-1961), interpretato da	Gale Gordon.
- Mr. Shermahorn (6 episodi, 1956-1961), interpretato da	Johnny Silver.
- Mr. Daly (6 episodi, 1957-1961), interpretato da	William Demarest.

## Produzione
La serie fu prodotta da Marterto Productions, American Broadcasting Company, Columbia Broadcasting System e T&L Productions e girata nei Desilu Studios a Los Angeles in California.
Tra i registi della serie sono accreditati Sheldon Leonard (203 episodi, 1953-1963) e William Asher	(4 episodi, 1953). Il titolo di lavorazione fu The Children's Hour.

## Distribuzione
La serie fu trasmessa negli Stati Uniti dal 1953 al 1957 sulla ABC e dal 1957 al 1964 sulla CBS, mentre in Italia su Telecapri News con il titolo di La stanza di papà.

## Spin-off
La serie produsse uno spin-off, The Andy Griffith Show (1960–1968). Lo spin-off è originato dall'episodio Danny Meets Andy Griffith, trasmesso nel febbraio del 1960, in cui Danny viene arrestato dallo sceriffo Andy Taylor nella piccola cittadina di Mayberry, mentre in Italia è inedita.

## Seguiti
La serie fu terminata nel 1964, ma Danny Thomas, Marjorie Lord, Angela Cartwright, Rusty Hamer, Sherry Jackson e Hans Conried ritornarono in due speciali di un'ora ciascuno sulla NBC dal titolo The Danny Thomas TV Family Reunion nel 1965 e  Make More Room For Daddy, che venne trasmesso come un episodio della serie televisiva antologica The Danny Thomas Hour nel novembre del 1967.
L'episodio speciale Make More Room For Daddy ottenne un ottimo successo tanto che la ABC comprò i diritti e produsse un sequel di The Danny Thomas Show nel 1970, intitolato come l'episodio: Make Room for Granddaddy. In questo sequel, Terry lascia il figlio di sei anni Michael (Michael Hughes) ai nonni mentre lei e suo marito, un militare, sono all'estero.  Altri personaggi furono interpretati da Stanley Myron Handelman e dall'ex giocatore di football Roosevelt Grier.  La serie durò solo una stagione (24 episodi).

## Episodi
| Stagione            | Episodi | Prima TV originale | Prima TV Italia |
| ------------------- | ------- | ------------------ | --------------- |
| Prima stagione      | 30      | 1953-1954          | Inedito         |
| Seconda stagione    | 30      | 1954-1955          | Inedito         |
| Terza stagione      | 30      | 1955-1956          | Inedito         |
| Quarta stagione     | 30      | 1956-1957          | Inedito         |
| quinta stagione     | 33      | 1957-1958          | Inedito         |
| sesta stagione      | 32      | 1958-1959          | Inedito         |
| settima stagione    | 33      | 1959-1960          | Inedito         |
| ottava stagione     | 32      | 1960-1961          | Inedito         |
| nona stagione       | 31      | 1961-1962          | 2016-2018       |
| decima stagione     | 32      | 1962-1963          | 2018-2019       |
| undicesima stagione | 30      | 1963-1964          | Inedito         |